# Journal of Individual Differences
Das Journal of Individual Differences (bis 2004 Zeitschrift für Differentielle und Diagnostische Psychologie - ZDDP) widmet sich Themen aus dem Bereich individueller Unterschiede aus den Bereichen Verhalten, Emotion, Kognition sowie ihrer Entwicklungsaspekte.
Diese wissenschaftliche Fachzeitschrift im Bereich der Psychologie erscheint seit 1999 vierteljährlich im Hogrefe Verlag Göttingen. Individuelle Unterschiede psychischer Prozesse und ihre Erfassung auf verschiedensten Gebieten (human- sowie auch tierpsychologisch) werden vor allem für Lehre und Forschung aus interdisziplinärer Sicht dargestellt. Die Umbenennung sowie Orientierung auf die englische Sprache beabsichtigte, Forschungen der deutschsprachigen Community international besser zugänglich zu machen. Mittlerweile erscheinen auch Publikationen aus nichtdeutschsprachigen Ländern.
2024 hat die Zeitschrift einen Impact Factor von 1,4. Zwölf Mitherausgeber sowie ein Beirat von 24 Personen (Hochschullehrer aus mehreren auch nichteuropäischen Ländern, die auf diesem Gebiet lehren und forschen) unterstützen den geschäftsführenden Herausgeber.
Die Zeitschrift ist auch online verfügbar, einige Artikel auch im Open Access frei abrufbar.